# Michel Leiris

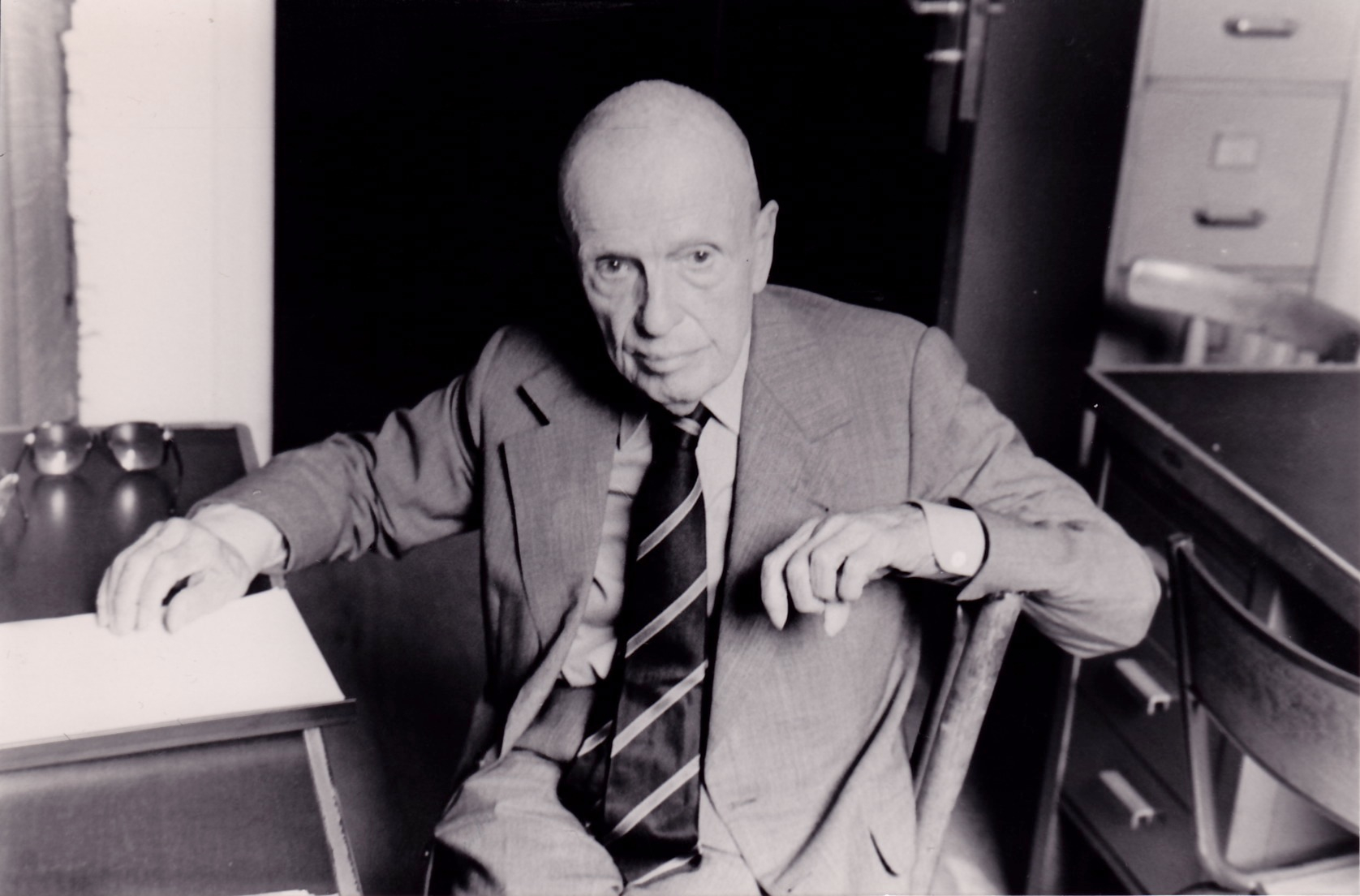
Michel Leiris (1984)

Julien Michel Leiris (Parijs, 20 april 1901  - Saint-Hilaire (Essonne), 30 september 1990) was een Frans etnoloog, dichter en schrijver. In de jaren 20 was hij actief als lid van het Surrealisme. Hij schreef onder andere essays (Le sacré dans la vie quotidienne, 1938) en een vierdelige autobiografie (onder de verzameltitel La Règle du jeu, 1948-1976). Daarin vernieuwt Leiris het autobiografische genre door het te bevrijden uit de chronologie en een louter associatieve logica te volgen, waarin woorden, beelden en ideeën het relaas sturen. Claude Lévi-Strauss beschouwde hem als een van de grootste prozaïsten uit de XXe eeuw.

## Werken
- Simulacre (1925)
- Le Point Cardinal (1927)
- Aurora (1927-28)
- L’Âge d’homme (1939) (Nederlandse vertaling: Arena, voorafgegaan door Over de literatuur beschouwd als een stierengevecht, vert. Kees Jongenburger, 1981, Privé-Domein nr. 70)
- Haut Mal (poëzie) (1943) / heruitgegeven als Haut Mal, suivi de Autres Lancers (1969)
- La Langue secrète des Dogons de Saga (1948)
- Race et civilisation (1951)
- La Possession et ses aspects théatraux chez les Éthiopiens du Gondar (1958)
- Brisées (1966)
- Au verso des images (1980)
- Francis Bacon face et profil (1983)
- Operratiques (1992)
- La Règle du jeu (1948-1976), bevattende: Biffures (La Règle du jeu - I, 1948), Fourbis (La Règle du jeu - II, 1955), Fibrilles (La Règle du jeu - III, 1966) en Frêle bruit (La Règle du jeu - IV, 1976) (Nederlandse vertaling van «Vois! Déjà l'ange...», het laatste hoofdstuk van Fourbis: «Kijk! Daar, de engel...», vertaling Rokus Hofstede, 2019, Uitgeverij Vleugels)
- Journal 1922-1989 (1992) (Nederlandse vertaling: In de tegenwoordige tijd, Journaal 1922-1989, selectie en vertaling Michel van Nieuwstadt, 1998, Privé-Domein nr. 216)

- Biblioteca Nacional de España: XX969136
- Bibliothèque nationale de France: cb11912271m (data)
- Catàleg d'autoritats de noms i títols de Catalunya: 981058518352906706
- CiNii: DA01617516
- Digitale Bibliotheek voor de Nederlandse Letteren: leir001
- Gemeinsame Normdatei: 118571346
- International Standard Name Identifier: 0000 0001 2321 2864
- Library of Congress Control Number: n80038173
- Nationale Bibliotheek van Letland: 000011731
- Bibliotheek van het Japanse parlement: 00447303
- Nationale Bibliotheek van Tsjechië: jn19990004977
- Nationale bibliotheek van Australië: 35299250
- Nationale Bibliotheek van Israël: 987007264481405171
- Nederlandse Thesaurus van Auteursnamen: 068875606
- Istituto Centrale per il Catalogo Unico: CFIV005526
- LIBRIS: 247620
- SNAC: w6cg0dwp
- Système universitaire de documentation: 027422143
- Trove: 196991
- Virtual International Authority File: 92045420
- WorldCat: E39PBJjt67gXgPfXwDtKjD8grq